# Ordem do Exército Popular
A Ordem do Exército Popular (em servo-croata: Орден народне армије / Orden narodne armije) foi uma condecoração da República Socialista Federativa da Iugoslávia por méritos militares, concedida em três classes, de 1951 a 1992.
A ordem foi instituída pelo Presidium da Assembleia Nacional da República Popular Federativa da Iugoslávia em 29 de dezembro de 1951. Era concedida por méritos excepcionais na construção e fortalecimento das forças armadas da RSFI ou por notáveis sucessos na liderança de unidades militares, contribuindo para sua consolidação e preparação para a defesa da independência do país. A condecoração também poderia ser atribuída a unidades militares ou instituições e era usada no lado direito do peito.  
Com a Lei de Alterações e Emendas à Lei de Condecorações da RPF da Iugoslávia, de 1º de março de 1961, o nome da Ordem foi modificado, passando a ter os seguintes classers: 
- Ordem do Exército Popular com Coroa de Louros (anteriormente Ordem do Exército Popular de 1ª Classe) — 13ª na hierarquia das condecorações iugoslavas.
- Ordem do Exército Popular com Estrela de Ouro (anteriormente Ordem do Exército Popular de 2ª Classe) — 22ª na hierarquia das condecorações iugoslavas.
- Ordem do Exército Popular com Estrela de Prata (anteriormente Ordem do Exército Popular de 3ª Classe) — 31ª na hierarquia das condecorações iugoslavas.

Para a criação do design da Ordem do Exército Popular, foi realizado um concurso, cujos resultados foram publicados nos jornais. O primeiro prêmio foi concedido a Andreja Andrejević, um artista gráfico de Belgrado. A condecoração tem a forma de uma estrela pentagonal serrilhada, com uma espada apontando para cima e um medalhão central. O medalhão é cercado por esmalte branco com a inscrição circular: "Exército Popular Iugoslavo, Defesa da Pátria". No centro, há um relevo de três figuras masculinas em marcha, segurando um fuzil, uma pá e um martelo.Na condecoração de mais alto grau, a Ordem do Exército Popular com Coroa de Louros, o medalhão central é cercado por uma coroa de louros verde. 
A Ordem do Exército Popular começou a ser concedida em 13 de maio de 1952. De então até 31 de dezembro de 1985, foram entregues um total de: 536 Ordens do Exército Popular com Coroa de Louros (1ª Classe); 9.137 Ordens do Exército Popular com Estrela de Ouro (2ª Classe); 45.384 Ordens do Exército Popular com Estrela de Prata (3ª Classe).
Após a dissolução da RSFI, em 1992, a condecoração deixou de ser concedida. No entanto, com a promulgação da Lei de Condecorações da República Federal da Iugoslávia, em 4 de dezembro de 1998, foi instituída a Ordem do Exército Iugoslavo, inspirada na antiga Ordem do Exército Popular e também dividida em três classes. Essa nova condecoração, concedida na República Federal da Iugoslávia e posteriormente na União Estatal da Sérvia e Montenegro, era visualmente idêntica à Ordem do Exército Popular, com a única diferença na inscrição, que foi alterada de "Exército Popular Iugoslavo" para "Exército da Iugoslávia". Ela era concedida por méritos excepcionais na construção e fortalecimento das forças armadas da República Federal da Iugoslávia ou por notáveis sucessos na liderança de unidades e instituições militares, contribuindo para sua preparação na defesa da independência do país. 
| Aparência                                                 | Aparência                                                 | Aparência                                                  |
| Ordem do Exército Popular com Coroa de Louros (1ª Classe) | Ordem do Exército Popular com Estrela de Ouro (2ª Classe) | Ordem do Exército Popular com Estrela de Prata (3ª Classe) |
| --------------------------------------------------------- | --------------------------------------------------------- | ---------------------------------------------------------- |
|                                                           |                                                           |                                                            |
| Barretas                                                  |                                                           |                                                            |
|                                                           |                                                           |                                                            |